# Henry Allen Bullock
Henry Allen Bullock (2 mai 1906 - 8 février 1973) est un historien et sociologue américain et le premier professeur noir à être nommé à la faculté des arts et des sciences de l'Université du Texas à Austin.

## Biographie
Il est diplômé de l'Université Union de Virginie avec un BA en sciences sociales et classiques latines en 1928, de l'Université du Michigan avec une maîtrise en sociologie et psychologie comparée en 1929 et avec un doctorat en sociologie en 1942. Il est membre de la Fondation Earhardt à l'Université du Michigan,.
Il enseigne à l'Université agricole et technique d'État de Caroline du Nord en 1929-30, à Prairie View A&M, de 1930 à 1949, à l'Université Dillard de 1949 à 1950, à la Texas Southern University de 1950 à 1969. Il est le premier Afro-Américain à intégrer la faculté des arts et des sciences de l'Université du Texas à Austin, où il est en poste de 1969 à 1971.
Il prend sa retraite en 1971 à Houston, au Texas.
En 1968, Bullock remporte le prix Bancroft de l'Université Columbia pour son travail intitulé A History of Negro Education in the South.

## Travaux
- Urban Homicide in Theory and Fact
- A History of Negro Education in the South
- A Comparison of the Academic Achievements of White and Negro High School Graduates
- Significance of the Racial Factor in the Length of Prison Sentences
- Racial Attitudes and the Employment of Negroes
- The Black College and the New Black Awareness
- The Prediction of Dropout Behavior Among Urban Negro Boys